# Dupax del Norte
Dupax del Norte ist eine Stadtgemeinde in der philippinischen Provinz Nueva Vizcaya. Die Stadtgemeinde hat eine Fläche von 396 km² und hatte im Jahre 2015 27.514 Einwohner. Die Gemeinde liegt in den Caraballo-Bergen und das Naturschutzgebiet Casecnan Protected Landscape umfasst Teile der Gemeinde.
Dupax del Norte ist in die folgenden 15 Baranggays aufgeteilt:
| - Belance - Binnuangan - Bitnong - Bulala - Inaban | - Ineangan - Lamo - Mabasa - Macabenga - Malasin | - Munguia - New Gumiad - Oyao - Parai - Yabbi |